# Кэхилл, Лили
Ли́ли Кэ́хилл (англ. Lily Cahill; 17 июля 1888, Локхарт, Техас — 20 июля 1955, Сан-Антонио) — американская актриса театра и немого кино.

## Биография
Внучка полковника армии конфедератов Джона Джейкоба Майерса. Начала свою карьеру в 1910 году в возрасте 15 лет, играя второстепенные роли в различных немых фильмах, снятых режиссёром Дэвидом Гриффитом. В 1911 году получила главные роли в фильмах «Жертвы обстоятельств» и «Провал».
В 1912 году Кэхилл оставила кино и сделала дебют в театре, начав выступать на бродвейской сцене, играя в таких постановках как, «Дорога в Аркадию» Эдит Таппер. В дальнейшем она продолжала активно выступать в театрах Нью-Йорка вплоть до 1941 года, участвуя в различных постановках.
Также она активно выступала и в театрах Лондона, в Великобритании и в областном театре на северо-востоке своего родного штата Техас, в США. Время от времени она периодически продолжила сниматься в кино. В частности Лили появилась в таких фильмах как, «Картер Картерсвил» (1915), «Мой грех» (1931) и «Итак, что там в Лондоне?» (1939). Позже в 1953 году снялась в телесериале «Телевизионный театр Филко».

## Личная жизнь
Непродолжительное время была замужем за актёром ирландского происхождения Бренданом Тейнаном.